# 馬哈茂德·霍塔克

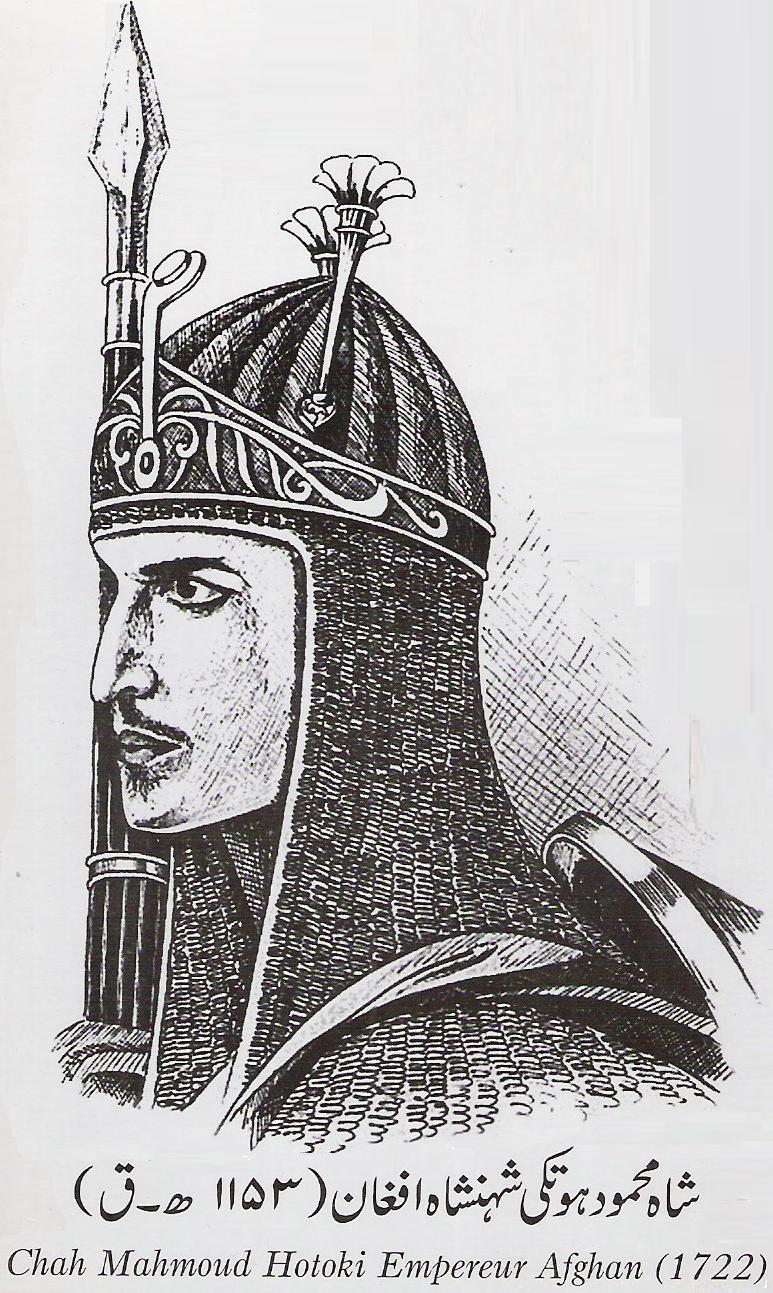
馬哈茂德·霍塔克

馬哈茂德·霍塔克（波斯語：‎，1697年？—1725年4月25日），伊朗漢達基王朝的首任沙阿（1722年—1725年在位）。馬哈茂德出身於阿富汗普什圖族吉爾查伊部落，父親為吉爾查伊部落領袖米爾維斯·霍塔克。

## 生平
1709年4月，米爾維斯·霍塔克與他的族人在坎大哈舉事反抗薩非王朝的統治。米爾 維斯·霍塔克在城外的一處農舍安排了一次郊遊，薩非王朝坎大哈的地方統治者喬治十一世及其護衞在郊遊途中被殺，據傳有人喝了 大量酒精飲料。米爾維斯·霍塔克接下來宣佈區內的波斯政府及軍官已經結束了統治。伊斯法罕派遣了一支由 奇茲爾巴什（Qizilbash）及格魯吉亞人組成的軍隊，阿富汗人以對方二分之一兵力的劣勢擊敗了薩非王朝的軍隊。
米爾維斯·霍塔克拒絕稱帝，阿富汗人將稱他為「坎大哈親王」和「民族軍隊將軍」。米爾維斯·霍塔克在1715年11月逝世， 王位由弟弟阿卜杜勒·阿齊茲·霍塔克繼承。1717年，阿卜杜勒·阿齊茲因與薩非王朝議和而遭受很多吉爾查伊族人反對，他們 遂慫恿馬哈茂德殺害阿卜杜勒·阿齊茲取而代之。馬哈茂德因而成為吉爾查伊族人的領袖。1720年，馬哈茂德打敗了敵對的阿卜達里族，控制整個阿富汗地區後，隨即將矛頭指向薩非王朝。
1722年， 為了征服波斯首都伊斯法罕， 馬哈茂德的軍隊越過錫斯坦的沙漠，並攻陷了克爾曼。 同年3月8日，馬哈茂德在戈納巴德戰役擊敗了波斯軍隊，並洗劫了伊斯法罕。同年10月23日，薩非王朝沙阿侯賽因退位，並承認馬哈茂德成為新的波斯沙阿。漢達基王朝正式入主伊朗。

## 沙阿時代
馬哈茂德即位後對前沙阿侯賽因原本很好，但侯賽因的兒子太美斯普二世出走逃至加茲溫建立了政權，並於1722年11月自稱沙阿。馬哈茂德派出軍隊打敗太美斯普二世，太美斯普二世出走，阿富汗軍隊佔領此城市。但是於1723年1月，城中居民又再造反，阿富汗軍隊退兵。馬哈茂德惟恐兵敗消息影響，他設計謀殺一眾伊朗官員及貴族，殺死三千衞兵。這時，鄂圖曼帝國及俄羅斯人乘機侵佔領土。面對連串統治伊朗的失敗，馬哈茂德變成抑鬱及多疑。1725年2月，當馬哈茂德聽聞侯賽因的其中一個兒子薩菲米爾扎逃走，馬哈茂德便下令屠殺所有侯賽因在他手上的兒子，除了兩名年幼的被侯賽因救下，其他的全被殺死。1725年4月22日，阿富汗軍官放出被幽禁的馬哈茂德堂兄弟阿什拉夫·漢達基，他們擁立阿什拉夫為沙阿，不久於4月25日馬哈茂德因精神錯亂而死。
| 馬哈茂德·霍塔克 漢達基王朝出生于：1697年逝世於：1725年4月25日 | 馬哈茂德·霍塔克 漢達基王朝出生于：1697年逝世於：1725年4月25日 | 馬哈茂德·霍塔克 漢達基王朝出生于：1697年逝世於：1725年4月25日 |
| ------------------------------------------------------------- | ------------------------------------------------------------- | ------------------------------------------------------------- |
| 前任： 侯賽因                                                 | 伊朗沙阿 1722–1725                                            | 繼任： 阿什拉夫·漢達基                                        |